# 長沢 (川崎市)
長沢（ながさわ）は、神奈川県川崎市多摩区の地名。現行行政地名は長沢1丁目から長沢4丁目。住居表示実施済区域。

## 地理
多摩区の南西部に位置し、北に南生田、北東に三田、東に宮前区菅生、南に宮前区菅生ケ丘、南西に宮前区潮見台、西に麻生区東百合丘と接している。
平瀬川支流に沿う東西に長い低地（沢）を中心とする。

### 河川
- 平瀬川

### 地価
住宅地の地価は、2025年（令和7年）1月1日の公示地価によれば、長沢1丁目16-6の地点で18万4000円/m²、長沢4丁目18-2の地点で15万6000円/m²となっている。

## 歴史

### 沿革
- 1982年（昭和57年）5月31日 - 住居表示の実施に伴い、生田の一部を分離し、長沢1丁目から長沢4丁目を新設[5][8]。

## 世帯数と人口
2025年（令和7年）6月30日現在（川崎市発表）の世帯数と人口は以下の通りである。
| 丁目      | 世帯数    | 人口    |
| --------- | --------- | ------- |
| 長沢1丁目 | 884世帯   | 1,582人 |
| 長沢2丁目 | 441世帯   | 951人   |
| 長沢3丁目 | 473世帯   | 1,017人 |
| 長沢4丁目 | 932世帯   | 1,967人 |
| 計        | 2,730世帯 | 5,517人 |

### 人口の変遷
国勢調査による人口の推移。
| 年                 | 人口  |
| ------------------ | ----- |
| 1995年（平成7年）  | 4,911 |
| 2000年（平成12年） | 5,183 |
| 2005年（平成17年） | 5,540 |
| 2010年（平成22年） | 5,980 |
| 2015年（平成27年） | 6,087 |
| 2020年（令和2年）  | 5,929 |

### 世帯数の変遷
国勢調査による世帯数の推移。
| 年                 | 世帯数 |
| ------------------ | ------ |
| 1995年（平成7年）  | 1,893  |
| 2000年（平成12年） | 2,059  |
| 2005年（平成17年） | 2,289  |
| 2010年（平成22年） | 2,468  |
| 2015年（平成27年） | 2,536  |
| 2020年（令和2年）  | 2,629  |

## 学区
市立小・中学校に通う場合、学区は以下の通りとなる（2022年3月時点）。
| 丁目      | 番・番地等       | 小学校               | 中学校               |
| --------- | ---------------- | -------------------- | -------------------- |
| 長沢1丁目 | 全域             | 川崎市立南生田小学校 | 川崎市立南生田中学校 |
| 長沢2丁目 | 全域             | 川崎市立南生田小学校 | 川崎市立南生田中学校 |
| 長沢3丁目 | 1～17番 21番以降 | 川崎市立南生田小学校 | 川崎市立南生田中学校 |
| 長沢3丁目 | 18～20番         | 川崎市立長沢小学校   | 川崎市立長沢中学校   |
| 長沢4丁目 | 全域             | 川崎市立長沢小学校   | 川崎市立長沢中学校   |

## 事業所
2021年（令和3年）現在の経済センサス調査による事業所数と従業員数は以下の通りである。
| 丁目      | 事業所数  | 従業員数 |
| --------- | --------- | -------- |
| 長沢1丁目 | 36事業所  | 193人    |
| 長沢2丁目 | 20事業所  | 144人    |
| 長沢3丁目 | 20事業所  | 185人    |
| 長沢4丁目 | 58事業所  | 479人    |
| 計        | 134事業所 | 1,001人  |

### 事業者数の変遷
経済センサスによる事業所数の推移。
| 年                 | 事業者数 |
| ------------------ | -------- |
| 2016年（平成28年） | 163      |
| 2021年（令和3年）  | 134      |

### 従業員数の変遷
経済センサスによる従業員数の推移。
| 年                 | 従業員数 |
| ------------------ | -------- |
| 2016年（平成28年） | 1,170    |
| 2021年（令和3年）  | 1,001    |

## 施設
- 神奈川県立生田高等学校
- 多摩警察署 長沢交番
- 川崎長沢郵便局[19]

## その他

### 日本郵便
- 郵便番号 : 214-0035[3]（集配局 : 登戸郵便局[20]）

### 警察
町内の警察の管轄区域は以下の通りである。
| 町丁      | 番・番地等 | 警察署     | 交番・駐在所 |
| --------- | ---------- | ---------- | ------------ |
| 長沢1丁目 | 全域       | 多摩警察署 | 長沢交番     |
| 長沢2丁目 | 全域       | 多摩警察署 | 長沢交番     |
| 長沢3丁目 | 全域       | 多摩警察署 | 長沢交番     |
| 長沢4丁目 | 全域       | 多摩警察署 | 長沢交番     |